# آنتونیو فاگوندس
آنتونیو فاگوندس (انگلیسی: Antônio Fagundes؛ زادهٔ ۱۸ آوریل ۱۹۴۹) یک هنرپیشه، و صدا پیشه اهل برزیل است.